# Joi Ito

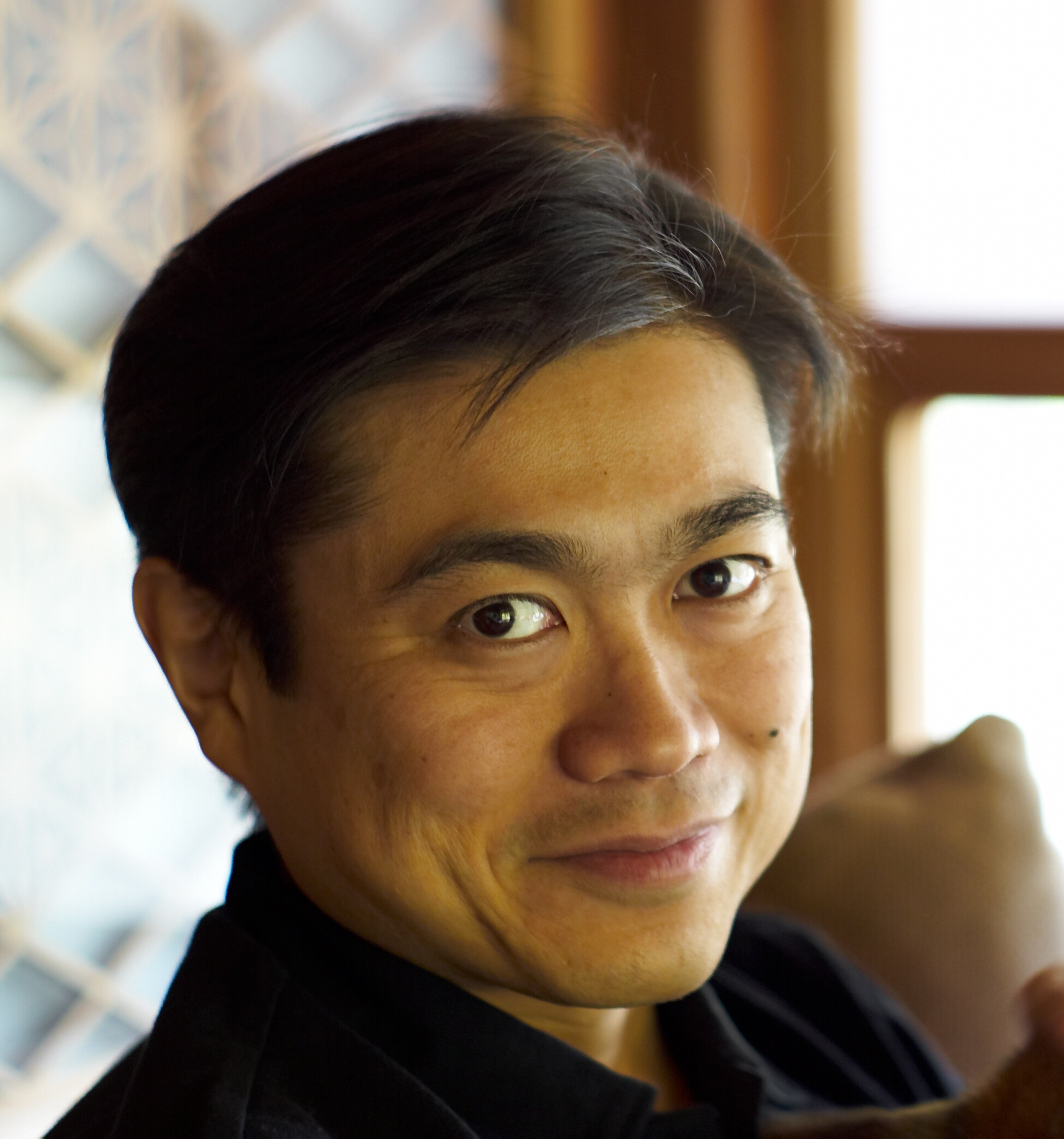
Joi Ito

Joichi Ito (Japans: 伊藤穰一, Itō Jōichi), of ook wel Joi Ito (Kioto, 19 juni 1966), is een in Amerika opgeleide Japanse activist, ondernemer en durfkapitalist.
Ito is de voorzitter van het bestuur van Creative Commons en de voorzitter van Six Apart Japan, een softwarebedrijf. Hij is bestuurslid van Technocrati, Digital Garage, WITNESS, Pia Corporation, Socialtext en iCommons. Hij is de oprichter en directeur van Neotany, een bedrijf dat werkt met durfkapitaal. 
In december 2004 werd Ito voor drie jaar benoemd in het bestuur van ICANN en in augustus 2005 werd hij bestuurslid van de Mozilla Foundation. Hij was van maart 2005 tot april 2007 lid van het bestuur van het Open Source Initiative (OSI). Hij was mede-oprichter van het Ex'pression College for Digital Arts en het Zero One Art and Technology Network. 
Ito wordt erkend om zijn rol als internetondernemer, en heeft diverse bedrijven opgericht. Hij onderhoudt een blog, wiki en IRC-kanaal en draagt bij aan het metrobloggen in Tokio. 

## Levensloop
Ito is geboren in Kyoto, waar zijn moeders familie tot de heersende klasse behoorde, en zijn vaders familie tot die van de handelaren. Ze zijn door beide families onterfd. De familie verhuisde naar Canada, en toen Ito drie was naar Detroit in de Verenigde Staten. Zijn vader werkte er als wetenschappelijk onderzoeker, en zijn moeder als secretaresse voor het tegenwoordige Energy Conversion Devices Ovonics. Oprichter van dat bedrijf Stanford Ovshinsky was onder de indruk van Ito, en beschouwde hem min of meer als zijn eigen zoon. Hij hielp hem om zich te ontwikkelen, zowel technisch als sociaal, en liet hem op 13-jarige leeftijd samenwerken met onderzoekers.
Ito bracht jaarlijks samen met zijn zus de zomer door in Japan, waar zijn grootmoeder hen de Japanse cultuur bijbracht. Op veertienjarige leeftijd scheidden zijn ouders, en werd zijn moeder bevorderd tot president van Energy Conversion Devices Japan. Joi verhuisde met zijn moeder mee naar Japan, en ging naar internationale scholen. Nog voor diverse handelsrestricties met betrekking tot computernetwerken in Japan werden opgeheven in 1985 was Joi een van de weinige Japanners met een modem tot zijn beschikking, en maakte hij onder meer gebruik van de internetdienst The Source, die aan informatievoorziening deed, en speelde hij spelletjes via internet. 
Om aan Tufts University (vlak bij Boston) te kunnen studeren, keerde Ito terug naar de Verenigde Staten. Ito vond de opleiding echter te beperkt, en stopte met studeren om een tijdje bij ECD aan de slag te gaan. Ovshinsky overtuigde hem echter om weer te gaan studeren, zodat hij zich inschreef aan de Universiteit van Chicago voor de studie natuurkunde. Deze studie was hem echter te praktisch gericht, zodat hij zijn studie weer voortijdig staakte. 
Ito werd diskjockey in de nachtclubs van Chicago, en leidde een nachtclub in Roppongi, Japan samen met iemand uit Chicago. 
Hier maakte hij in 1983 kennis met Timothy Leary, een voormalig psycholoog aan Harvard, die hem introduceerde aan diverse multimediamensen in de Verenigde Staten. In 1987 richtte Ito zijn eerste bedrijfjes op, waarbij hij zich vooral richtte op de distributie van computertechnologie en -software. Hij werd CEO van PSINet Japan in de opstartfase, waarbij hij het bedrijf liet groeien vanuit zijn badkamer tot in een echt kantoor. 
Daarna richtte Ito Digital Garage op, een Japans internetbedrijf, welk in 1999 publiek actief werd. Hierna heeft Ito nog vele bedrijven opgericht, grotendeels in de internetsfeer, waaronder Infoseek Japan, tegenwoordig het derde internetportaal van Japan.
Per september 2011 is Ito benoemd tot directeur van het MIT media lab. 